# تپه پایین پلنگ گرد
تپه پایین پلنگ گرد مربوط به اوایل دوران‌های تاریخی پس از اسلام است و در شهرستان اسلام‌آباد غرب، بخش حمیل، دهستان حمیل، ضلع غربی روستای پلنگ گرد واقع شده و این اثر در تاریخ ۱۴ اسفند ۱۳۸۵ با شمارهٔ ثبت ۱۷۸۳۹ به‌عنوان یکی از آثار ملی ایران به ثبت رسیده است.